# Canaux martiens

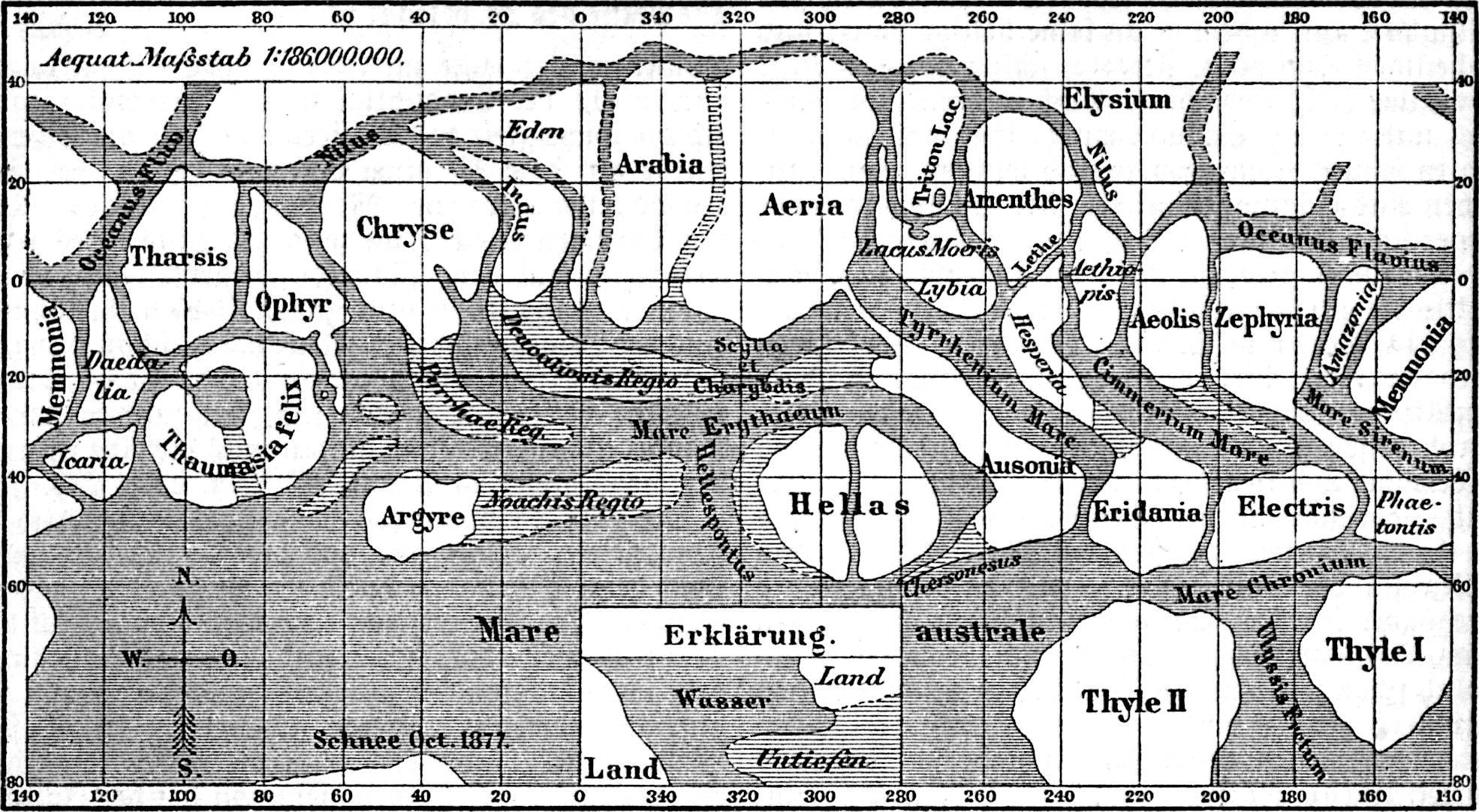
Carte de Mars par Giovanni Schiaparelli établie en 1877.

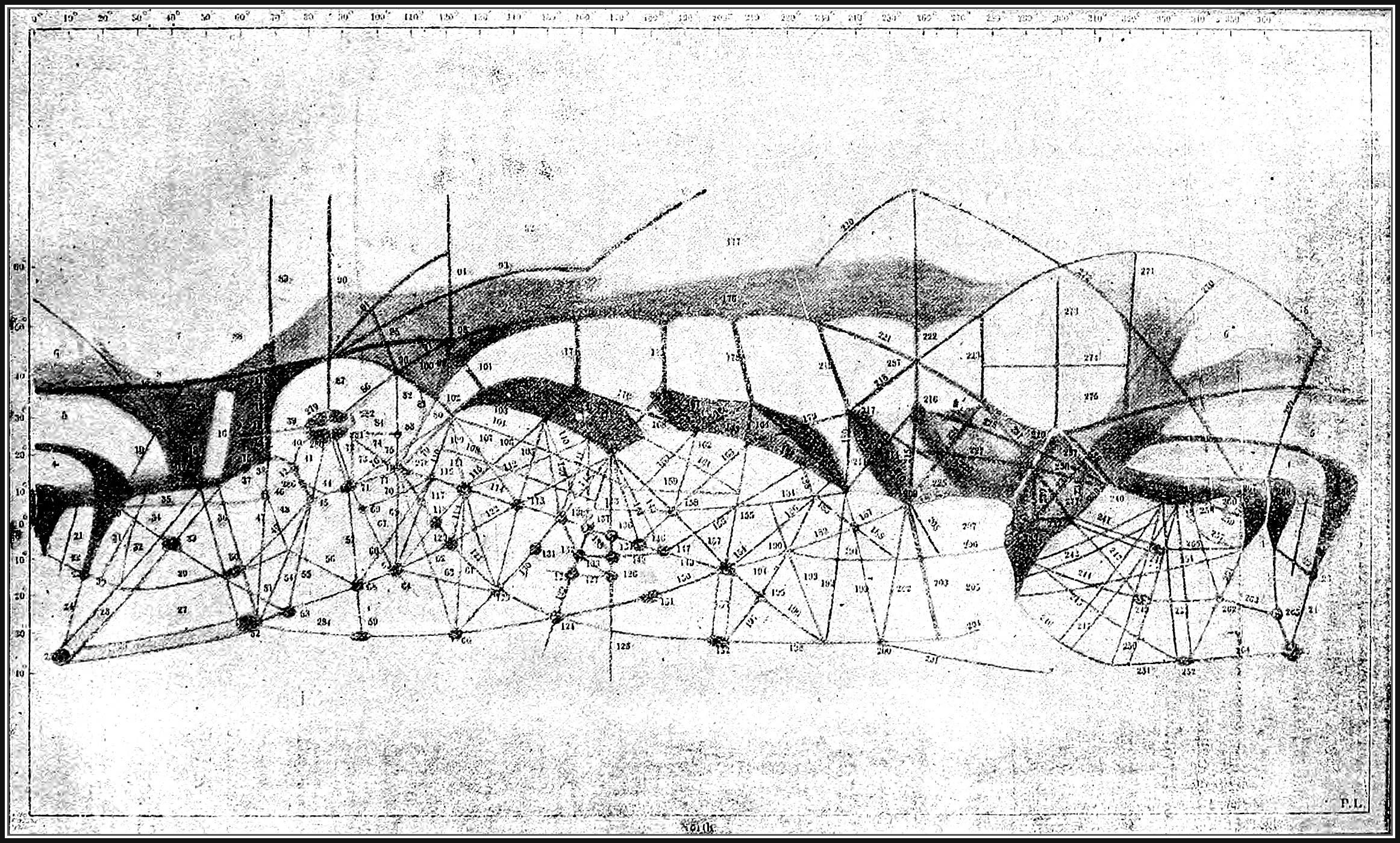
Canaux de Mars par Percival Lowell avec des lacs et oasis à leur intersection (vers 1894).

La croyance en l’existence des canaux martiens dura de la fin du XIXe au début du XXe siècle et marqua l’imagination populaire, contribuant au mythe de l’existence d’une vie intelligente sur Mars, la quatrième planète du système solaire. Leur observation, qui n’a jamais fait l’unanimité, relevait d’une illusion d'optique aidée par la qualité médiocre (selon les standards actuels) des optiques de l'époque ainsi que par le faible contraste de la surface martienne. Il ne s'agissait en fait que d'une interprétation de très grandes traces rectilignes dont l'existence fut confirmée par l'observation, mais dont l'origine est considérée aujourd'hui comme géologique.

## Naissance du mythe

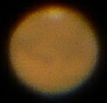
Mars vu par une lunette astronomique avec un objectif de 15 cm, comme celle utilisée par Giovanni Schiaparelli.

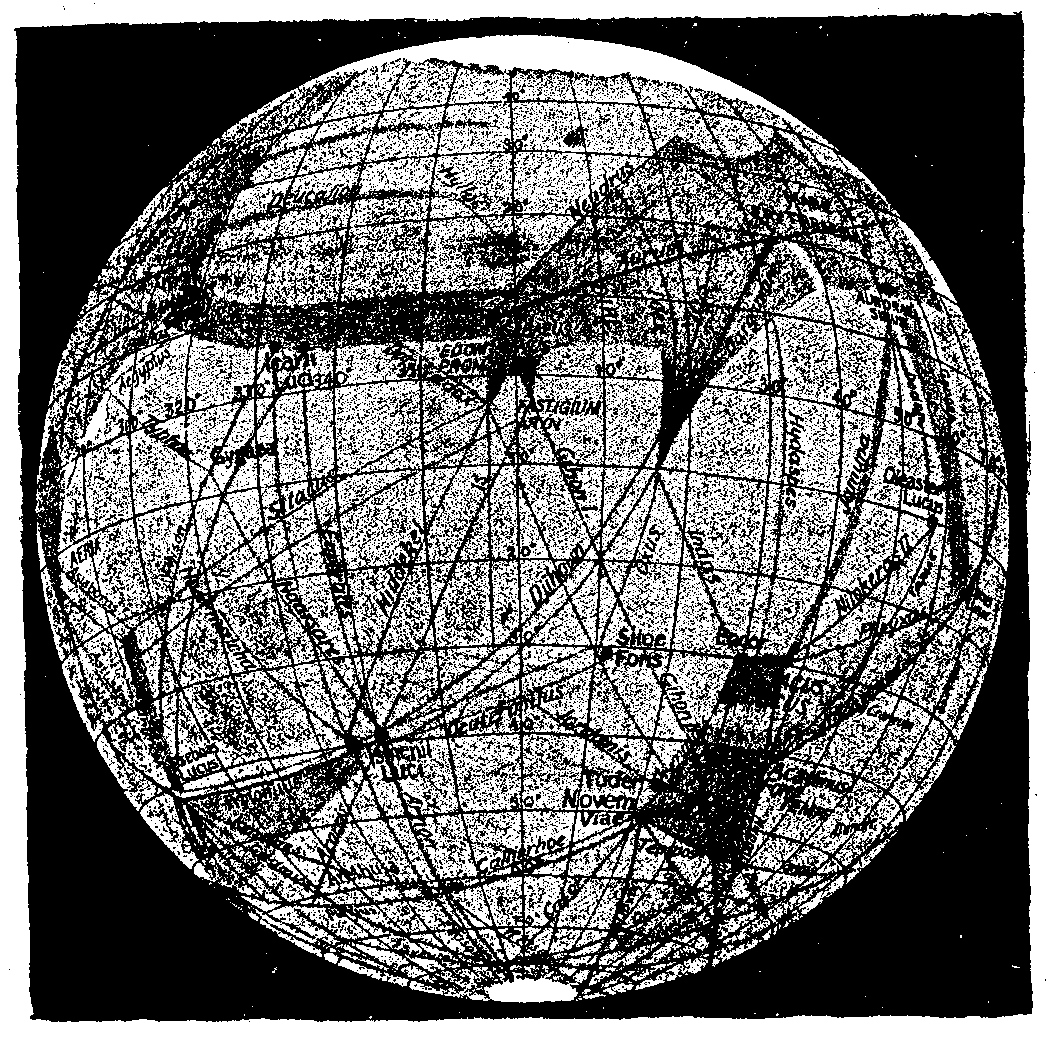
Lowell donne un nom pour chacun des canaux.

À la suite du développement de l'héliocentrisme au XVIIe siècle, l'existence d'autres planètes habitées est désormais considérée comme possible par certains savants : si Fontenelle dans ses Entretiens sur la pluralité des mondes (1686) néglige Mars et Emmanuel Kant, dans son Histoire générale de la nature (1755) disserte plutôt sur Jupiter, le scientifique piétiste Emanuel Swedenborg témoigne de sa croyance en la présence des anges et des esprits sur Terre et sur Mars aussi. Jean-Dominique Cassini, William Herschel et Christian Huygens (dans son ouvrage de vulgarisation Cosmotheoros, 1698) évoquent aussi l'hypothèse  de la pluralité de la vie dans l'univers.
Le terme italien de canale était utilisé dès 1858 par Angelo Secchi pour désigner ce qu’il pensait être de larges étendues d’eau comme Syrtis Major. En italien, le mot canale désigne aussi bien un canal artificiel qu’un chenal naturel. L'astronome William Rutter Dawes parla en 1864 de longs bras noirâtres sans utiliser le mot canale. Giovanni Schiaparelli fut le premier à observer à l’occasion de l’opposition de 1877 des formations rectilignes qu'il appela « canaux » (canali), sans s’avancer dans un premier temps quant à leur interprétation ; en 1879, il crut observer leur dédoublement qu'il baptise gémination. Ces canali furent par la suite aperçus par d’autres. L’astronome irlandais Charles E. Burton (en) en fit l’un des premiers croquis, puis ils apparurent sur des cartes martiennes, entre 60° N. et 60° S (région équatoriale). D'autres astronomes réfutent ces observations, comme Nathaniel E. Green qui publie une carte de Mars sans canaux en 1877.
Durant l’opposition de 1892, William Pickering observa depuis Arequipa des groupes de taches ou cercles noirs à leur jonction, évoquant des lacs. À l'occasion des oppositions de 1892 et 1894, la fonte des calottes polaires semblait s’accompagner d’un virage au verdâtre d'une partie importante de la surface et les canaux de Schiaparelli semblaient traverser les océans. Devant cette contradiction, il remplaça alors les océans par des forêts. Les théories de la vie martienne purent dès lors se développer, comme le raconte Camille Flammarion dans ses deux ouvrages, la pluralité des mondes habités (1862) et la planète Mars et ses conditions d'habitabilité (1892 pour le tome 1, 1909 pour le tome 2).
C’est Percival Lowell, conférencier de renom, qui fut le principal promoteur de l’hypothèse des canaux d’irrigation. Il était convaincu de l'existence sur Mars d'habitants qui luttaient contre la sécheresse et la désertification en irriguant les terres jusque dans les régions équatoriales à partir de la fonte des calottes polaires, grâce à un système de pompes et d'écluses. L'hypothèse de Lowell fut relayée dans les journaux et magazines. Il réalisa des cartes montrant les canaux et établit également en 1894 une carte de Vénus et en 1896 une carte de Mercure, avec des canaux similaires à ceux de Mars. L'équipement de son observatoire en nouveaux instruments, notamment photographiques, permit à partir de 1905 d'obtenir des clichés relativement nets. Lowell distingua une quarantaine de canaux, puis par la suite jusqu'à 400, dont certains semblaient se dédoubler : il expliqua cette gémination comme une prévention des martiens au cas où l'un des 2 canaux serait bouché. Il interpréta les taches que l'on peut observer à l'intersection des canaux comme des lacs et des oasis. Il publia ses travaux sur Mars dans trois ouvrages : Mars (1895), Mars and Its Canals (1906) et Mars As the Abode of Life (1908).

## Le mythe démonté
Néanmoins, dès 1894, certains émettaient des doutes sur la nature des « mers » martiennes et la présence d’eau sur la planète. Des astronomes comme Edward Barnard n'avaient d'ailleurs jamais observé lesdits canaux.
En 1903, Joseph Evans et Edward Maunder entreprirent une expérience contrôlée avec comme sujets de jeunes écoliers :  montrant une feuille de papier (sur laquelle est dessinée Mars avec des taches) à des élèves, on leur demanda de recopier ce qu'ils voyaient. Beaucoup des dessins reproduits faisaient joindre les taches pour reconstituer les canaux. Ils montrèrent ainsi que ces canaux pouvaient être le résultat d’une illusion d'optique.
En 1907, le naturaliste et biologiste Alfred Russel Wallace publie Is Mars habitable?. En se basant sur les analyses spectroscopiques qui ne montrent pas de vapeur d’eau et les estimations de température et de pression, il conclut que Mars n’est ni habitée, ni habitable.
Eugène Antoniadi, à l’origine partisan de l’hypothèse des canaux, procéda à une observation depuis l’Observatoire de Meudon et vit bien des taches mais aucun réseau géométrique. Le 27 décembre 1909, il écrit que l’aspect de la planète Mars est naturel, comparable à celui de la Lune  mais c'est la puissance inédite du nouveau télescope de la coupole Baillaud du Pic du Midi qui permet enfin d'en démentir formellement l'existence en 1909, grâce aux observations du comte de La Baume Pluvinel et de son assistant Fernand Baldet.
Alors que le monde astronomique s'en détourne et n’en parla bientôt plus, les canaux martiens restèrent populaires auprès du grand public (notamment aux États-Unis où l'ouvrage d'Antoniadi eut peu de retentissement ; ainsi les cartes américaines officielles de Mars étaient des cartes de Lowell avec des canaux jusqu'en 1965, année où fut envoyée la sonde Mariner 4 réaliser le premier survol de Mars).
Comme Lowell qui crut aux canaux sur Mars jusqu'à sa mort en 1916, son successeur à l'observatoire, Vesto Slipher, réalisa plus de 126 000 photos prétendant montrer ces canaux. Lowell et Slipher cherchèrent aussi à prouver la présence d’eau sur Mars, présence qui ne sera établie qu'en 2008 par des sondes.
Les photos de la surface martienne prises par la sonde spatiale Mariner 4 en 1965 avaient conduit entre-temps à confirmer la sécheresse générale de la surface. Cette observation avait été complétée par les résultats de la sonde Viking faisant état d'une érosion d’écoulement attestée par un lit à sec, sans pouvoir à ce stade établir si le liquide impliqué avait ou non été l'eau.
Le télescope spatial Hubble montre juste quelques rares segments d'allure rectiligne qui ont pu contribuer, par effet d'identification, à voir des canaux entiers.

## Dans la fiction
Les canaux de Mars sont largement évoqués dans la littérature de science-fiction depuis La Guerre des mondes de H. G. Wells (1898) pour décrire une imaginaire civilisation extraterrestre sur une « planète mourante », condamnée par le dessèchement de son climat, ce qui inspire aux auteurs, d'Edgar Rice Burroughs à Philip K. Dick, sans oublier les "Chroniques Martiennes" de Ray Bradbury, des réflexions souvent pessimistes sur le devenir des civilisations ; à l'inverse, un courant récent de la science-fiction, illustré notamment par Kim Stanley Robinson, envisage les canaux comme un projet d'avenir dans un programme de terraformation de Mars.

## Sources
- (en) Cet article est partiellement ou en totalité issu de l’article de Wikipédia en anglais intitulé « Martian canal » (voir la liste des auteurs).